# Charlotte de Galles (1796-1817)
Pour les articles homonymes, voir Charlotte de Galles et Charlotte du Royaume-Uni.
 (août 2014).
Signature
Charlotte Augusta de Galles, née à Londres le 7 janvier 1796 et décédée à Claremont House le 6 novembre 1817, est une princesse de Grande-Bretagne et de Saxe-Cobourg-Saalfeld. Elle est membre de la famille royale britannique.
Unique enfant de George IV et de Caroline de Brunswick, elle est désignée comme l'héritière du trône d'Angleterre. Son père abandonne son éducation aux soins de gouvernantes et de serviteurs, ne lui autorisant que de brèves rencontres avec sa mère. Celle-ci quitte finalement le pays.
Elle est promise au futur roi des Pays-Bas, Guillaume II, avant que son père ne se ravise et lui fasse épouser le prince Léopold de Saxe-Cobourg-Saalfeld, futur roi des Belges. Elle meurt un an plus tard, en donnant naissance à un fils mort-né.
Étant la seule et unique fille du roi George IV, sa mort presse les frères du roi à se marier et à engendrer des héritiers. C'est ainsi que le quatrième fils du roi George III, Édouard-Auguste de Kent, devient le père de la future reine Victoria.

## Biographie

### Origines

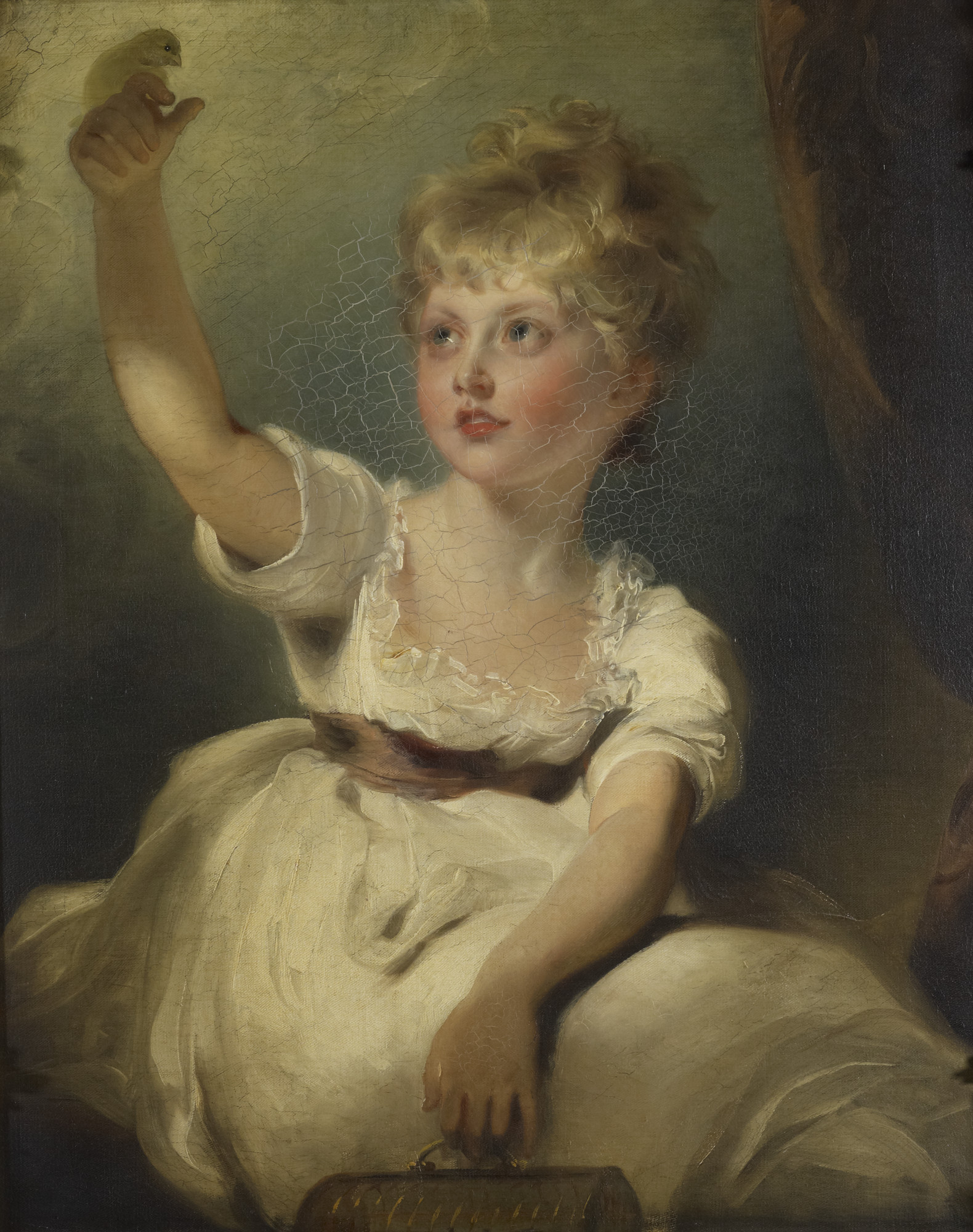
Charlotte de Galles, vers 1801 par Thomas Lawrence.

En 1785, le prince George épouse secrètement Maria Anne Fitzherbert, de confession catholique romaine. Son père s'oppose à ce mariage. Il est jugé illégal en vertu de la Loi des mariages de 1772.
En 1794, George, prince de Galles, recherche une épouse convenable dans toute l'Europe, pour bénéficier de la somme promise par le Premier ministre William Pitt le Jeune s'il venait à se marier. Ses revenus personnels ne lui permettent même pas de couvrir les intérêts de ses dettes.
Deux mariages s'offrent à lui en 1794, tous deux avec une princesse germanique et issue de son cercle familial, avec deux de ses cousines : Louise de Mecklembourg-Strelitz, 18 ans, fille de son oncle maternel, et Caroline de Brunswick, 25 ans, fille de sa tante paternelle. Le prince de Galles choisit la princesse Caroline, âgée de 25 ans. 
La réputation de la princesse Caroline était entachée par la rupture de précédentes fiançailles, pour des motifs inconnus, et par un comportement jugé déplacé vis-à-vis d'un soldat irlandais de l'armée de son père. Lady Jersey voyait en Caroline une piètre rivale comparée à Louise. George dépêche le diplomate James Harris, comte de Malmesbury, auprès de sa promise, afin qu'il l'escorte durant son voyage du Brunswick à l'Angleterre.
Selon Harris, la femme qu'il découvre était vêtue de manière débraillée et, d'évidence, ne s'était pas lavée depuis plusieurs jours. Elle avait une conversation déplorable et un langage des plus familiers. 
Le diplomate se décide à transformer Caroline durant le voyage. Il passe les quatre mois du voyage à changer son comportement et ses attitudes. 
Au palais Saint James, en voyant son épouse pour la première fois, le prince de Galles s'exclame: « Harris, je ne me sens pas bien, qu'on m'apporte un verre de Cognac ». Caroline trouve le prince « bien gras et en rien semblable à son portrait ». Le soir même, lors de leur premier dîner ensemble, elle fait des allusions grossières à la relation de son fiancé avec Lady Jersey. Selon Harris, cette provocation provoque l'aversion du prince. Peu avant le mariage, le 8 avril 1795, George envoie son frère, le duc de Clarence, dire à Mme Fitzherbert qu'elle est la seule et unique femme qu'il aime. Il arrive à la cérémonie du mariage complètement ivre.
George déclarera plus tard que le couple n'eut de rapports sexuels qu'à trois reprises, et que les commentaires de la princesse à propos de leurs ébats l'ont amené à penser qu'elle avait une base de comparaison, et qu'elle n'était plus vierge. En réponse, Caroline laissa entendre que le prince était impuissant. Le couple royal fait chambre à part quelques semaines plus tard, étant obligé de demeurer sous le même toit. Neuf mois plus tard, Caroline donne naissance à une petite fille.

### Enfance
Charlotte naît le 7 janvier 1796, au palais de son père situé à Londres, Carlton House. George est déçu qu'elle ne soit pas un garçon. Elle est d'emblée l'adoration du roi qui préfère les petites filles. Elle est sa première petite-fille. Le vieux souverain, malgré ses accès de folie, espère que cette naissance va réconcilier le couple princier. Ses souhaits resteront vains. 
Trois jours après la naissance de Charlotte, George ordonne que sa femme ne joue aucun rôle dans l'éducation de la petite princesse, et confie tous ses biens matériels à Mme Fitzherbert. À cette époque, la famille royale est plutôt impopulaire, mais la naissance de Charlotte ravit le peuple. Le 11 février 1796, la petite princesse est baptisée au palais St. James sous les noms de Charlotte Augusta, d'après ses grands-mères la reine Charlotte et la duchesse Augusta-Charlotte de Brunswick-Lunebourg. Le roi est son parrain.
George interdit à Caroline de voir leur fille hors de la présence de sa nourrice et de sa gouvernante. Elle est seulement autorisée à une visite quotidienne, comme de nombreux parents des classes aisées à cette époque, et est volontairement écartée de toutes décisions concernant l'enfant. Cependant, il semblerait que des membres du personnel désobéissent au prince, et lui permettent d'approcher la petite en secret. 
Le prince a peu de contact avec la petite princesse. En revanche, Caroline s'affiche parfois en carrosse dans les rues de Londres avec Charlotte, sous les applaudissements de la foule.
Charlotte est une enfant saine, dotée d'une forte constitution. Selon le biographe Thea Holme: « l'impression qui se dégage des récits concernant Charlotte est celle d'une heureuse insouciance et d'un cœur aimant et sincère. » Son enfance est cependant gâchée par la guerre de ses deux parents, chacun cherchant à influencer l'enfant, voire le Roi et la Reine eux-mêmes. 
En 1797, Caroline quitte Carlton House, et s'établit près de Blackheath. Elle laisse sa fille, la loi anglaise de l'époque considérant que les enfants mineurs dépendent uniquement de leur père. 
En 1798, le prince invite son épouse à passer l'hiver à Carlton House, mais celle-ci refuse. Cet échec signe la fin des espoirs de George de voir un fils naître après Charlotte. 
Cela n'empêche pas Caroline de rendre visite à sa fille à Carlton House, ni l'enfant de chasser aux abords de Blackheath afin de voir sa mère; il lui est seulement interdit de s'installer dans sa maison. Tous les étés, le prince loue pour sa fille Shrewsbury Lodge à Blackheath, ce qui facilite les visites. Caroline a donc vu son enfant bien plus souvent qu'elle n'aurait dû selon son mari.
Lorsque Charlotte a huit ans, son père, qui était reparti auprès de Mme Fitzherbert, décide de revenir à Carlton House. Il prend possession des appartements de son épouse (Caroline se verra dédommagée par un espace personnel au palais de Kensington), et déplace sa fille à Montague House, non loin de Carlton House. James Chambers, un autre biographe de Charlotte, note alors que la petite princesse « vit seule dans sa demeure, entourée de personnes toutes payées pour rester avec elle ». 
De plus, Lady Elgin (veuve de Charles Bruce, comte d'Elgin), la gouvernante de Charlotte dont Caroline était très proche, est obligée de se retirer, officiellement à cause de son grand âge, officieusement sur l'ordre de George, furieux que la lady ait permis à Charlotte de voir le Roi sans sa permission. 
Le prince congédie aussi la sous-gouvernante, Miss Hayman, trop proche de Caroline à son goût - la princesse de Galles l'a d'ailleurs prise à son service peu après. Lady Elgin est remplacée par Lady de Clifford (veuve d'Edward Southwell, baron de Clifford), très affectueuse, mais trop douce pour éduquer le petit garçon manqué qu'est Charlotte. Lady de Clifford fait appel à l'un de ses petits-enfants, George Keppel, de trois ans plus jeune que Charlotte, afin qu'il soit son camarade de jeu. De nombreuses anecdotes nous sont parvenues de l'enfance de Charlotte; l'une met en scène les deux enfants: une foule s'était rassemblée devant la demeure des parents du garçonnet, espérant apercevoir la jeune princesse. Les deux enfants, peu farouches, se mêlèrent à la foule, qui leur en fut très reconnaissante.
En 1805, le Roi commence à s'occuper de l'éducation de Charlotte, son seul et légitime petit-enfant. Il fait appel à un large panel de professeurs. Parmi eux, l'évêque d'Exeter doit lui enseigner la religion. Le Roi espère que ces professeurs en feront une bonne reine. Toujours selon Holme, il semble que ces instructions n'ont que peu d'effet sur Charlotte : elle n'apprend que ce qui lui plaît. Ainsi, sous l'égide de son professeur de piano, Jane Mary Guest, elle devient une excellente pianiste.
En 1807, un nouveau scandale éclate dans la famille royale: Caroline est accusée d'avoir eu des relations extraconjugales. La preuve serait William Austin, un enfant pour qui Caroline éprouve une réelle affection et qui serait en fait son fils illégitime. Le prince de Galles compte sur cette accusation pour obtenir le divorce. Il interdit formellement à Charlotte de voir sa mère. L'enquête se désintéresse rapidement de Caroline et de ses supposés amants. Elle se concentre sur sa domesticité, à qui on demande de plus amples renseignements, sans succès. 
Charlotte est au courant de l'enquête. Croisant sa mère dans le parc, elle fait semblant de ne pas la reconnaître, sur les ordres formels de son père. George est déçu: l'enquête ne lui permet pas de confondre son épouse. Le prince de Galles finit par autoriser sa fille à revoir Caroline, avec pour seule condition que le petit William Austin ne joue pas avec elle.

### Adolescence
Adolescente, la princesse est jugée indécente par les membres de la Cour. Lady de Clifford la laisserait se promener avec les bas apparents sous ses jupes. Son père reste fier d'elle et de sa façon de monter à cheval comme un homme. Elle aime Mozart et Haydn, et s'identifie au personnage de Marianne dans Raison et Sentiments.
À la fin de l'année 1810, le roi George III sombre lentement dans la folie. Très proche de son grand-père, la princesse est touchée par cette maladie qui l'éloigne de lui. 
Le 6 février 1811, son père est intronisé prince régent devant le Conseil privé, une cérémonie qu'elle tente d'apercevoir au travers des fenêtres du rez-de-chaussée de Carlton House. Elle est une Whig convaincue, comme son père auparavant. Elle estime être une trahison son revirement politique maintenant qu'il est investi des pleins pouvoirs. Pour montrer son opposition, elle adresse un baiser de la main au chef des Whig, Charles Grey, un soir d'opéra.
Le prince-régent ne facilite pas la vie de sa fille et lui donne à peine assez d'argent pour se vêtir. L'opéra lui devient même difficile d'accès : elle doit s'asseoir dans le fond de sa loge et partir avant la fin. 
Elle loge la plupart du temps à Windsor, auprès de ses tantes célibataires. La vie y est très ennuyeuse. Elle s'est entichée de son cousin germain, George FitzClarence, bâtard de son oncle Clarence. Quand FitzClarence rejoint son régiment à Brighton, la jeune fille s'éprend du lieutenant Charles Hesse (en). Il serait l'enfant illégitime de Frederick, duc d'York. Cette relation est approuvée et encouragée par la princesse Caroline. 
Les deux amoureux se rencontrent à plusieurs reprises. Hesse rejoint finalement les forces anglaises en Espagne. Tous les membres de la famille royale désapprouvent la manière avec laquelle George traitait sa fille.

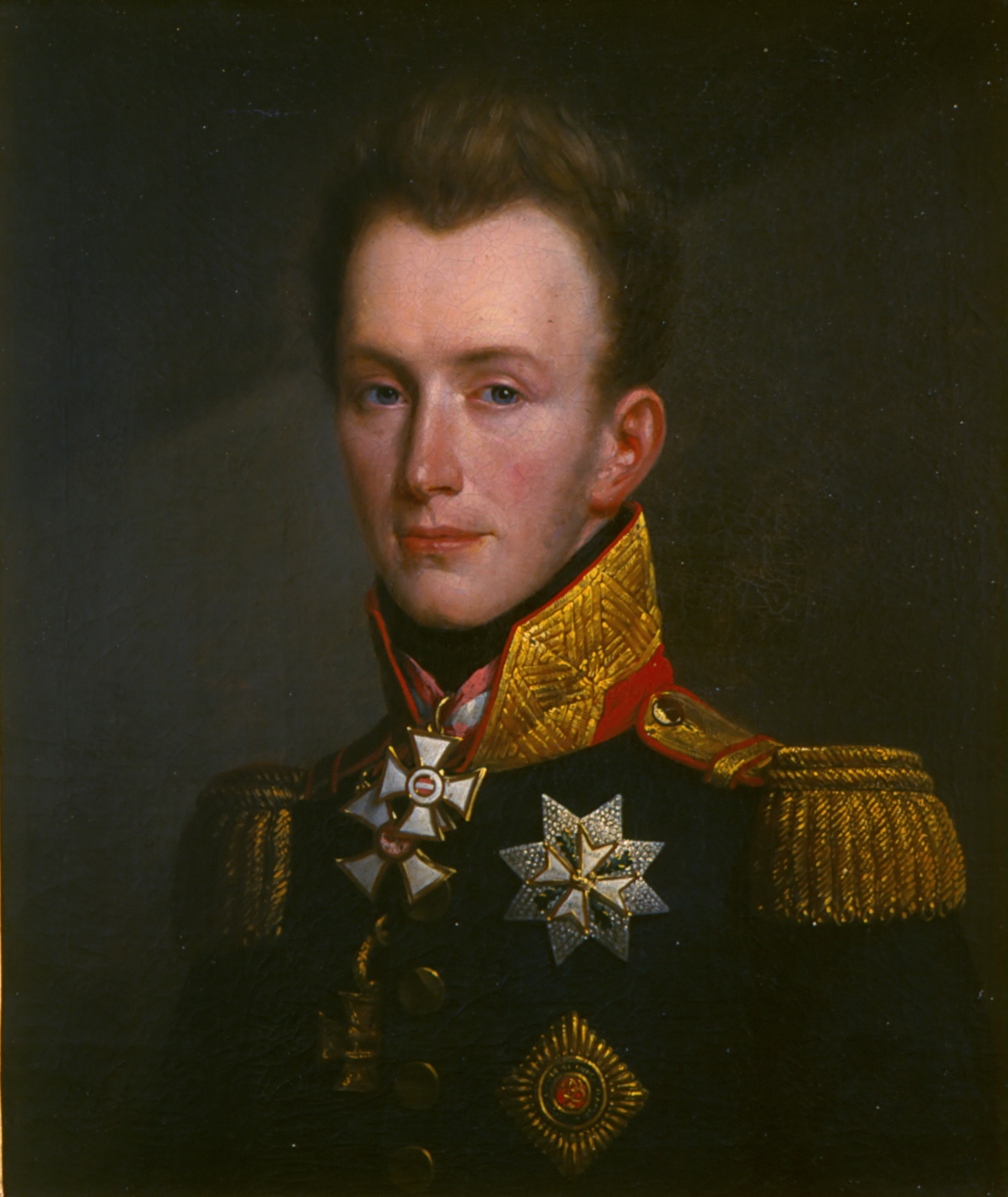
Guillaume de Nassau, prince héritier d'Orange.

En 1813, les guerres napoléoniennes prennent un tournant inquiétant pour l'Angleterre, et obligent George à considérer le mariage de sa fille. Il se prononce sur Guillaume, prince héritier d'Orange, fils et héritier présomptif du prince d'Orange. Un tel mariage permettrait d'augmenter l'influence britannique en Europe du Nord. 
Le 12 août, leur première rencontre a lieu lors de la fête d'anniversaire de George. Le jeune Guillaume est totalement ivre, comme la plupart des invités et le prince-régent lui-même. La princesse se doute que la présence du prince d'Orange n'est pas innocente. Des rumeurs circulent au palais. La jeune fille s'entête: selon elle, une reine d'Angleterre ne doit pas épouser un étranger.
Les négociations sur le contrat de mariage sont engagées, et se poursuivent au fil des mois. Un problème fait surface : Charlotte insiste fermement sur son intention de ne pas quitter la Grande-Bretagne. Les diplomates n'ont aucune envie de voir les deux pays réunis sous une même couronne. Un compromis est trouvé : le premier enfant du couple héritera du trône d'Angleterre, tandis que le second sera souverain des Pays-Bas. S'il venait à n'y avoir qu'un seul fils, les Pays-Bas passeront à la branche allemande de la maison d'Orange. 
Le 10 juin 1814, Charlotte signe son contrat de mariage ; elle serait à cette époque tombée amoureuse d'un prince prussien, mais les rumeurs ne freinent en rien les fiançailles, et les négociations se poursuivent. 
Un jour, à une fête au Pulteney Hotel, à Londres, Charlotte rencontre le lieutenant-général de la cavalerie russe, le prince Léopold de Saxe-Cobourg. Il reste trois quarts d'heure à ses côtés. Léopold rédige une lettre d'excuses à George qui en est très impressionné.
La princesse de Galles s'oppose au projet de mariage de sa fille et du prince d'Orange. Elle obtient le soutien du public. Quand Charlotte paraît en public, la foule la presse de ne pas abandonner sa mère avec ce mariage. 
Charlotte a alors l'idée de soumettre à son union une condition : l'accueil sans réserve de sa mère sur le territoire néerlandais. Elle est certaine de ne pas obtenir l'accord de son père. Le prince d'Orange s'y oppose. Charlotte rompt ses fiançailles. 
Son père décide de la punir en la faisant enfermer à Warwick House, non loin de Carlton House, sans autre contact que celui de la Reine, sa grand-mère. Charlotte s'enfuit, un homme l'aperçoit du haut de sa fenêtre et l'aide à s'échapper à bord d'un taxi. Caroline se hâte de rejoindre la jeune fille. Charlotte fait appel à des amis du parti whig. Suivant leurs conseils, elle regagne la demeure paternelle le lendemain.

### Solitude et fiançailles
La mésaventure de Charlotte est vite connue de toute la ville et devient le fer de lance de l'opposition politique. Malgré une émouvante réconciliation avec son père, Charlotte doit gagner Cranbourne Lodge, où on ne doit jamais la quitter d'une semelle. 
Elle parvient à faire passer une lettre à son oncle préféré, Auguste-Frédéric, duc de Sussex, qui la transmet au Premier ministre, Robert Jenkinson, à la Chambre des lords. Les questions pleuvent sur le prince-régent: Charlotte est-elle libre de ses mouvements ? Peut-elle aller au bord de la mer, comme l'ont conseillé les médecins ? Le gouvernement a-t-il envisagé de lui donner sa propre demeure, maintenant qu'elle a dix-huit ans ? Le Premier ministre élude les questions. Auguste-Frédéric, convoqué à Carlton House, se dispute avec son frère, et ne voudra plus jamais le revoir après l'incident.
Malgré son isolement, Charlotte trouve la vie à Cranbourne Lodge agréable et accepte la situation. 
À la fin de juillet 1814, le prince-régent se rend auprès d'elle : sa mère est sur le point de quitter l'Angleterre pour un long séjour sur le continent. La jeune fille ne sait comment la convaincre de changer d'avis, attristée par l'attitude de sa mère au moment du départ « car Dieu seul sait combien de temps, ou quels événements peuvent se produire avant que nous nous revoyons ». Charlotte ne la reverra jamais.
À la fin août, Charlotte est autorisée à gagner le bord de mer. Elle aurait préféré une destination à la mode, Brighton, son père s'y oppose. Elle se contente de Weymouth. Sur le chemin, le cocher s'autorise une pause, la foule se rassemble autour de la voiture pour la voir ; selon Holme « ce chaleureux accueil démontre que le peuple voit déjà en elle la future reine ». 
À son arrivée à Weymouth, une banderole la salue : « Salut Charlotte, Espoir de l'Europe, Gloire de l'Angleterre ». Charlotte occupe son temps libre à explorer les alentours, acheter des soieries françaises passées outre le blocus général, et, à la fin de septembre, découvre les bains de mer chauffés. 
Encore amoureuse de son prince saxon, elle espère que celui-ci va faire sa demande auprès de son père. Déçue, elle écrit à un(e) ami(e) qu'elle « va prendre le meilleur choix [qui s'offre à elle], un homme de bon caractère, et avec du bon sens [sic]… cet homme est le P de S-C » [Prince de Saxe-Cobourg, c'est-à-dire Léopold]. À la mi-décembre, peu avant son départ de Weymouth, elle « éprouve un grand et profond choc » : son cher prince saxon est parti convoler ailleurs.

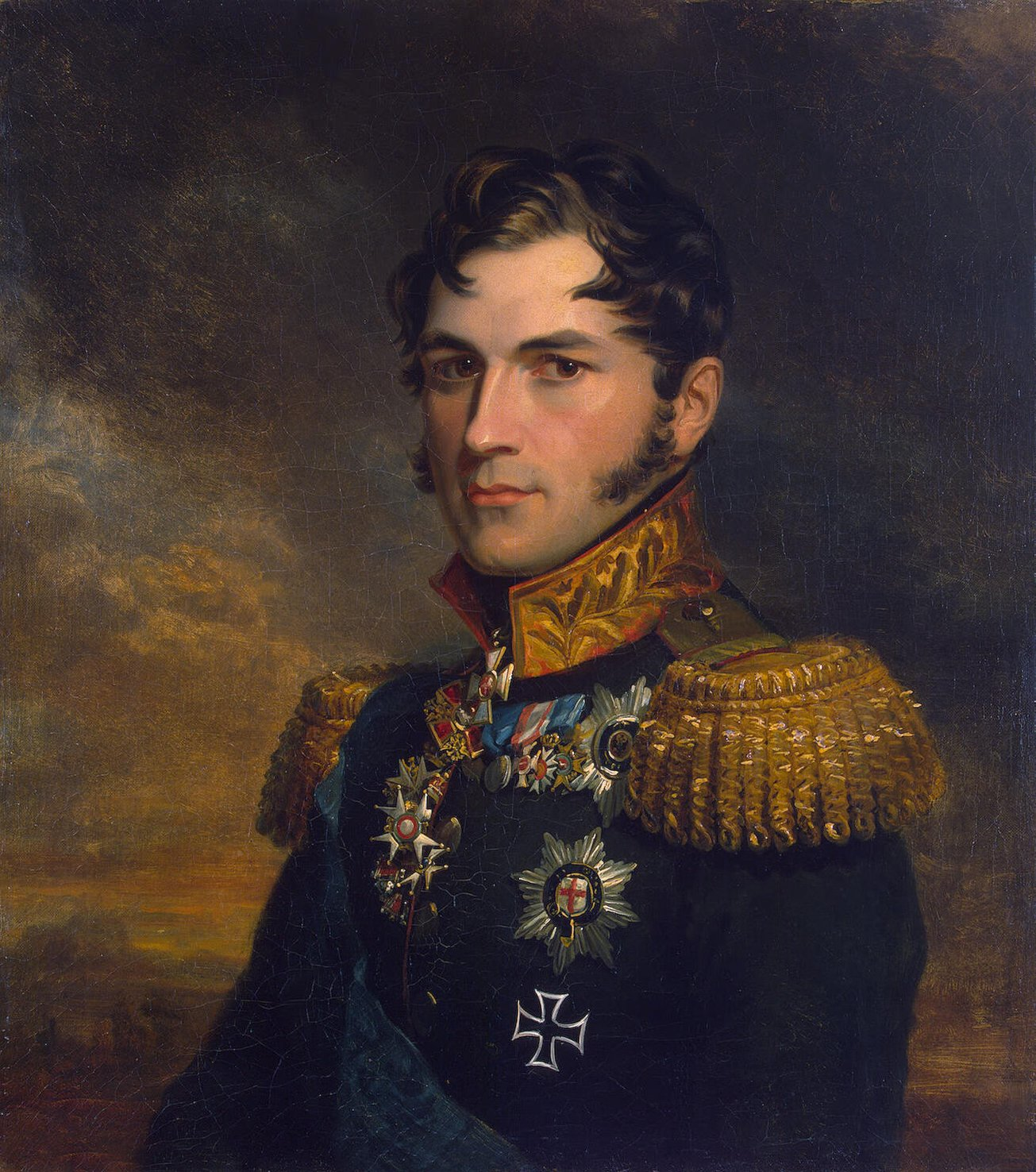
Léopold de Saxe-Cobourg-Saalfeld.

Les derniers mois de 1815 sont décisifs pour le projet de mariage de Charlotte, finalement décidée pour Léopold, qu'elle surnomme « le Lion ». Son père s'accroche toujours à l'espoir qu'elle épouse le prince d'Orange. Charlotte tient bon et écrit même : « Aucun ordre, aucune menace, ne me résigneront à épouser cet odieux Hollandais. »
Une coalition menée par l'ensemble de la famille royale force le prince-régent à se faire une raison. Le prince d'Orange ne tardera pas à se consoler avec une nouvelle fiancée, Anna Pavlovna de Russie, dès l'été suivant. 
Charlotte parvient à contacter Léopold, qui se montre plutôt favorable. Mais le retour des conflits napoléoniens oblige le futur fiancé à rejoindre son régiment. En juillet, peu avant son retour à Weymouth, Charlotte formule une demande officielle à son père concernant son mariage. Le prince-régent, peu intéressé par ce mariage, répond qu'il ne peut considérer cette requête comme officielle au vu de la situation sur le continent. Léopold a annoncé ne pas revenir en Angleterre après le retour de la paix, préférant demeurer à Paris.
En janvier 1816, le prince-régent invite sa fille au pavillon royal de Brighton. Elle profite de ce séjour pour plaider sa cause. De retour à Windsor, elle écrit à son père, « Je n'hésite plus à annoncer mon choix en faveur du Prince de Cobourg - je vous assure que personne ne sera plus stable et cohérent dans son seul et unique mariage que moi-même ». Léopold se trouvait à Berlin en route pour la Russie. George lui enjoint de rentrer en Angleterre. Léopold débarque à la fin de février 1816, et gagne Brighton, où il s'entretient avec le prince-régent. Charlotte est invitée à son tour, et dîne avec les deux hommes, une entrevue qu'elle décrit en ces termes : 

« Je l'ai trouvé tout à fait charmant, et en allant me coucher ce soir-là, j'étais plus heureuse que jamais auparavant dans toute mon existence… Je suis certainement la créature la plus chanceuse et la plus bénie de Dieu. Jamais princesse, je crois, n'a pu former sur sa vie (ou sur son mariage) autant de perspectives de bonheur, si réels, comme les autres gens. »

Le prince-régent est impressionné par Léopold, il finit par concéder à sa fille que Léopold « a tout ce qu'il faut pour rendre une femme heureuse ». Charlotte retourne à Cranbourne le 2 mars. 
Le 14 mars, une annonce est faite à la Chambre des Communes. Le Parlement octroie une pension annuelle à Léopold de 50 000 £, achète Claremont House au couple, et leur offre une somme généreuse pour la mise en place de leur maison. 
George prend garde à limiter les contacts entre Charlotte et Léopold ; lorsque Charlotte se rend à Brighton, ils ne sont autorisés à se voir qu'au dîner, et ne doivent jamais être seuls ensemble.
La cérémonie du mariage est prévue pour le 2 mai 1816. Le jour de la noce, une immense foule envahit Londres, causant quelques difficultés au convoi qui peine à avancer. Le couple se marie à neuf heures du soir, à Carlton House. Léopold est alors vêtu pour la première fois en général britannique, tandis que le prince-régent porte l'uniforme de maréchal. La robe de mariée de Charlotte coûte plus de 10 000 £. Seul incident notable dans le cérémonial : Charlotte ne peut s'empêcher de pouffer de rire lorsque Léopold promet de lui fournir tous les biens matériels dont elle aura besoin dans sa vie.

### Mariage et décès
Le couple passe sa lune de miel à Oatlands Palace, la résidence de York située dans le Surrey. Charlotte en garde un piètre souvenir : la maison était littéralement livrée aux chiens de York et sentait les animaux.
Néanmoins, la princesse dit de Léopold qu'il « était perfection comme amant ». Deux jours après leur mariage, ils reçoivent la visite du prince-régent. Il passe deux heures à expliquer à Léopold les détails des uniformes militaires.  Ce que Charlotte voit comme « une grande marque de la plus exquise bonne humeur à son égard ». Le prince Léopold et son épouse rentrent à Londres lors de la saison parlementaire : leur présence au théâtre est saluée par un tonnerre d'applaudissements et un God Save the King est entonné par la troupe. Un jour qu'elle tombe malade à l'opéra, le public manifeste beaucoup d’inquiétude. Les bruits courent qu'elle a fait une fausse couche. Le 24 août 1816, ils prennent possession de leur demeure à Claremont House.
Le médecin ordinaire de Léopold, Christian Stockmar (plus tard connu comme le baron Stockmar, conseiller de la reine Victoria et du prince Albert), écrit que dans les six premiers mois de leur mariage, il n'a jamais vu Charlotte porter un vêtement qui ne soit pas simple et de bon goût. Il note également que Léopold adoucit son caractère, l'aide à être plus calme, à avoir un meilleur contrôle d'elle-même. 
Léopold écrit plus tard que, mis à part les moments où il va chasser, ils sont continuellement ensemble, mais que rien ne semble les lasser d'être l'un avec l'autre. Si Charlotte vient à se montrer excessive ou à s'emporter, il la calme d'un simple et doux « Doucement, chérie », ce qui lui valut de la part de Charlotte le surnom de « Doucement ».
Les Cobourg, ainsi qu'on les appelle, passent leurs vacances de Noël à Brighton, avec d'autres membres de la famille royale. Le 7 janvier 1817, le prince-régent organise un grand bal en l'honneur du vingt-et-unième anniversaire de Charlotte. Les Cobourg n'y participent pas, étant de retour à Claremont et préférant fêter cela tranquillement. Fin avril 1817, Léopold informe le prince-régent de la nouvelle grossesse de Charlotte qui, cette fois-ci, devrait être menée à son terme.
La grossesse de Charlotte suscite l'intérêt du public et les paris se succèdent quant au sexe de l'enfant. Les économistes ne sont pas en reste. Ils estiment que la naissance d'une princesse ferait augmenter le marché boursier de 2,5 %, tandis que la naissance d'un prince le ferait de l'ordre de 6%. Charlotte occupe calmement son temps, posant pour un portrait de Sir Thomas Lawrence. Elle mange beaucoup et fait un peu d'exercice; on lui demande de réduire son alimentation à partir d'août 1817, dans l'espoir de réduire la taille de l'enfant à sa naissance. Cette diète, accompagnée de saignées, affaiblissent Charlotte. Stockmar est effaré de voir les traitements qu'elle subit, il refuse de s'associer à l'équipe médicale : pour des raisons éthiques, mais aussi pour lui-même, un étranger qu'il serait facile de fustiger en cas de problèmes.
La majeure partie des soins donnés à Charlotte sont pratiqués par Sir Richard Croft, assez réputé parmi les élites du moment. Il n'est pas médecin, mais simple accoucheur, appellation masculine pour sage-femme. On pensait que la naissance de l'enfant serait pour le 19 octobre. Le mois touche à sa fin et rien n'annonce l'accouchement. Charlotte accompagne donc Léopold le 2 novembre. Dans la soirée du 3 novembre, les contractions commencent. Sir Richard est appelé auprès d'elle, il l'encourage à s'exercer, mais lui déconseille de manger ; dans la soirée, l'accouchement débute. Dans la soirée du 4 au 5 novembre, il devient évident que Charlotte ne pourra pas mettre au monde son enfant. Croft et son médecin personnel, Matthew Baillie, décident de faire appel à un confrère, l'obstétricien John Sims. Cependant, Croft n'a pas permis à Sims de voir la patiente et les forceps n'ont pas été utilisés, condamnant la mère et l'enfant, qui auraient pu être sauvés malgré le taux de mortalité important en cette époque préantiseptique.
Le 5 novembre, à neuf heures du soir, Charlotte met au monde un garçon mort-né. Malgré les efforts déployés, on ne peut le réanimer. On s'assure que la mère va bien, puis chacun repart. Épuisée, Charlotte accepte la nouvelle avec calme, y voyant tristement la volonté de Dieu. Elle mange enfin, après ce si long jeûne, et semble se rétablir doucement. Léopold, qui est resté durant toute l'épreuve aux côtés de son épouse, s'effondre sur le lit.
Après minuit, Charlotte est prise de vomissements et se plaint de violentes douleurs à l'estomac. Sir Richard Croft est appelé et se montre très inquiet. Charlotte est glaciale, son souffle est rauque et elle saigne beaucoup. On tente de stopper l'hémorragie, mais en vain. On fait appel à Stockmar afin qu'il aille chercher Léopold; il ne parvient pas à le réveiller. Quand il revient auprès de la princesse, celle-ci lui prend la main et gémit : « Ils me rendent comme ivre ». Stockmar quitte la pièce, bien décidé à réveiller Léopold par n'importe quel moyen. Il est alors appelé par Charlotte qui hurle : « Stocky ! Stocky ! ». Revenant sur ses pas, il la trouve morte.

### Funérailles
Henry Brougham décrit la réaction du public en apprenant la mort de Charlotte : « C'était comme si chaque personne à travers la Grande-Bretagne venait de perdre son enfant préféré. ». Le royaume entier est en deuil. Partout, des draps jusqu'aux vêtements, on porte du noir. Même les plus pauvres et les vagabonds se parent de brassards noirs. Les tribunaux, les ports et les magasins ferment pendant deux semaines, y compris la Royal Exchange. The Times écrit que « Nous ne sommes certainement pas en droit de nous plaindre de la Providence… il n'y a pourtant rien d'impie à voir en cela une calamité. ». Le deuil est si bien respecté par tout le monde que les fabricants de rubans et d'autres accessoires de mode craignent leur faillite. Par ailleurs, le poète Percy Bysshe Shelley rédige une lettre An Address to the People on the Death of the Princess Charlotte (« Discours au peuple sur la mort de la Princesse Charlotte »), où il révèle que trois hommes furent exécutés le jour suivant la mort de la princesse, pour tentative de renverser le gouvernement.
Le prince-régent, prostré, est incapable d'assister aux funérailles de son enfant, et la princesse Caroline, en apprenant la nouvelle, s'évanouit, sous le choc. Un peu plus tard, elle dit que « l'Angleterre, ce grand pays, a tout perdu en perdant à jamais ma fille bien-aimée. ». Même le prince d'Orange ne peut s'empêcher de fondre en larmes en apprenant la nouvelle, et son épouse ordonne à toutes les dames de sa cour de porter le deuil. Le plus affecté est sûrement Léopold. Stockmar écrit plusieurs années après ce drame : « Novembre a vu la ruine de cet heureux ménage, et la destruction en un seul coup de tout l'espoir et le bonheur du prince Léopold. Il n'a plus jamais retrouvé ce sentiment de bonheur qui avait béni son bien court mariage ». Selon Holme, « sans Charlotte, il était incomplet. C'était comme s'il avait perdu son cœur ».
Le Prince Léopold écrit à Sir Thomas Lawrence :
La Princesse est enterrée avec son enfant dans la chapelle Saint-Georges, au château de Windsor, le 19 novembre 1817. Un monument est érigé sur sa tombe, par souscription publique. Peu de temps après, le peuple cherche à déterminer les causes d'un tel malheur. On reproche à la Reine et au Prince-Régent de ne pas avoir été présents lors de l'accouchement, alors que Charlotte leur avait pourtant demandé de rester avec elle. On blâme Croft, pour les soins qu'il a donnés à la Princesse, même si le Prince-Régent lui-même ne considérait pas Croft comme responsable du malheur. Croft se donnera la mort trois mois plus tard. L'évènement reste dans les mémoires sous le nom de « l'accouchement triplement tragique », du fait de la mort de l'enfant, de la mère et du médecin. Il provoque à l'époque un changement dans la façon de s'occuper des futures mères, en privilégiant les accoucheurs des classes ouvrières et l'usage des forceps.
Le décès de Charlotte laissa le roi sans héritier légitime, provoquant une véritable crise de succession, et poussant le vieux monarque à marier ses fils encore célibataires. Son fils Édouard, duc de Kent et Strathearn, épouse la sœur de Léopold, Victoria, princesse douairière de Leiningen. Leur fille, la princesse Victoria de Kent, deviendra reine du Royaume-Uni en 1837. Léopold accèdera au titre de roi des Belges, s'occupant à distance de sa nièce et de son mariage avec son neveu, le prince Albert de Saxe-Cobourg-Gotha.